# Air Force Amy
Pour les articles homonymes, voir Amy.
Air Force Amy, est le pseudonyme de Donice Armstrong, née le 5 août 1970 à Cleveland aux États-Unis. Elle est prostituée, actrice pornographique et mannequin de charme.

## Carrière
En 1990, trois mois avant de quitter l'armée de l'air des États-Unis, elle postule au Chicken Ranch (en), un bordel légal à l'Ouest de Las Vegas. Elle y travaille en tant que prostituée légalement autorisée à exercer dans les maisons closes du Nevada. Elle travaille, depuis l'an 2000, dans plusieurs établissements de l’État et gagne de 10 000 $ à 50 000 $ par mois.
En 2000, elle tourne dans le film pornographique Lesbian Ho'Down at the Bunnyranch, dirigé par Ron Jeremy.

## Source de la traduction
- (en) Cet article est partiellement ou en totalité issu de l’article de Wikipédia en anglais intitulé « Air Force Amy » (voir la liste des auteurs).